# Hersilia clarki
Hersilia clarki là một loài nhện trong họ Hersiliidae.
Loài này thuộc chi Hersilia. Hersilia clarki được miêu tả năm 1967 bởi P. L. G. Benoit.